# إبراهيم فرحان
إبراهيم فرحان ، لاعب كرة قدم بحريني سابق. وقد كان يلعب مع نادي مدينة عيسى.
كما لعب ضمن منتخب البحرين لكرة القدم.
وفي كأس الخليج 1984 سجل هدف في مرمى منتخب قطر لكرة القدم.